# Jean Bellanger
Pour les articles homonymes, voir Bellanger.
Jean Bellanger est un acteur et scénariste français.

## Filmographie

### Acteur
- 1951 : Terreur en Oklahoma d'André Heinrich (court métrage)
- 1951 : La Rose rouge de Marcello Pagliero : Un homme de troupe
- 1954 : Les hommes ne pensent qu'à ça d'Yves Robert : Alfred
- 1954 : L'Air de Paris de Marcel Carné : Le voyageur sortant de la gare
- 1955 : Du rififi chez les hommes, de Jules Dassin
- 1956 : Doris (téléfilm) de Jean Vernier : Valensol
- 1956 : Énigmes de l'histoire (série télévisée) : Aderer (1 épisode, Le secret de Mayerling)
- 1957 : Bartleby l'écrivain (téléfilm) de Claude Barma : Salpêtre
- 1957 : Ce joli monde de Carlo Rim : La Caisse, le trésorier de la bande
- 1958 : Les Cinq Dernières Minutes, épisode Les Cheveux en quatre de Claude Loursais : le plombier
- 1958 : Ni vu, ni connu ou L'affaire Blaireau d'Yves Robert : Un détenu
- 1959 : Le Petit Prof de Carlo Rim : Un employé de l'état-civil
- 1959 : Messieurs les ronds-de-cuir d'Henri Diamant-Berger : Le fumiste
- 1959 : Fripouillard et Cie (I tartassati) de Steno
- 1959 : Les Affreux de Marc Allégret
- 1959 : Signé Arsène Lupin d'Yves Robert
- 1960 : La Famille Fenouillard d'Yves Robert
- 1960 : L'Ours d'Edmond Séchan
- 1962 : L'inspecteur Leclerc enquête de Marcel Bluwal, épisode : L'inconnu du téléphone, série TV
- 1966 : Le Vampire de Bougival (téléfilm) de Philippe Ducrest
- 1967 : Deux romains en Gaule (téléfilm) de Pierre Tchernia

### Scénariste
- 1951 : Les Bonnes Manières de Yves Robert court métrage
- 1954 : Les hommes ne pensent qu'à ça d'Yves Robert

## Théâtre
- 1946 : Auprès de ma blonde de Marcel Achard, mise en scène Pierre Fresnay, théâtre de la Michodière
- 1948 : L'Étranger au théâtre d'André Roussin, mise en scène Yves Robert, La Rose Rouge
- 1949 : Exercices de style de Raymond Queneau, mise en scène Yves Robert, La Rose Rouge
- 1955 : Les Plus beaux métiers du monde (2 pièces) ; À la nuit la nuit de François Billetdoux, mise en scène de l'auteur et Au jour le jour de Jean Cosmos, Théâtre de l'Œuvre
- 1958 : La Brune que voilà de Robert Lamoureux, mise en scène de l'auteur, Théâtre des Variétés
- 1959 : La Cathédrale de René Aubert, mise en scène Pierre Valde, Théâtre Hébertot
- 1960 : Trésor-party de Bernard Régnier, d'après le roman Money in the Bank (Valeurs en coffre) publié en 1946 par Pelham Grenville Wodehouse, mise en scène Jean-Christophe Averty